# Socialist Register
Der Socialist Register ist eine seit 1964 einmal im Jahr erscheinende britische marxistische Zeitschrift.
Die Zeitschrift entstand als Reaktion auf die Umstrukturierung der New Left Review im Jahr 1963 und die darauf folgende Ungewissheit über deren zukünftige Linie.
In einem Memorandum vom 7. April 1963 schlug der britische Sozialist Ralph Miliband vor, zusammen mit den beiden anderen Marxisten John Saville und Edward P. Thompson einmal jährlich eine Zeitschrift herauszugeben. Von 1964 bis 1983 fungierten dann Miliband und Saville als Herausgeber, bis auf eine Ausnahme im Jahr 1982. 1984 kam Marcel Liebman hinzu, im Jahr darauf folgte Leo Panitch. Während ersterer nach kurzer Zeit verstarb, gehörte Panitch bis zu seinem Tod im Dezember 2020 zum Herausgeberkreis der Zeitschrift. 1990 verließ Salville den Socialist Register.
Während vorher in jeder Ausgabe Essays zu vielerlei verschiedenen Themen abgedruckt worden waren, fokussierte jede Ausgabe der Zeitschrift ab dem Jahr 1984 auf ein spezifisches Thema.
Die britische Ausgabe des Socialist Register erscheint in der Merlin Press. An der US-amerikanischen Veröffentlichung ist der Monthly Review Press beteiligt. Für den deutschsprachigen Raum ist der VSA-Verlag für den Verkauf verantwortlich.